# Casbia serpentina
Casbia serpentina är en fjärilsart som beskrevs av Holloway 1979. Casbia serpentina ingår i släktet Casbia och familjen mätare. Inga underarter finns listade i Catalogue of Life.